# Привилей

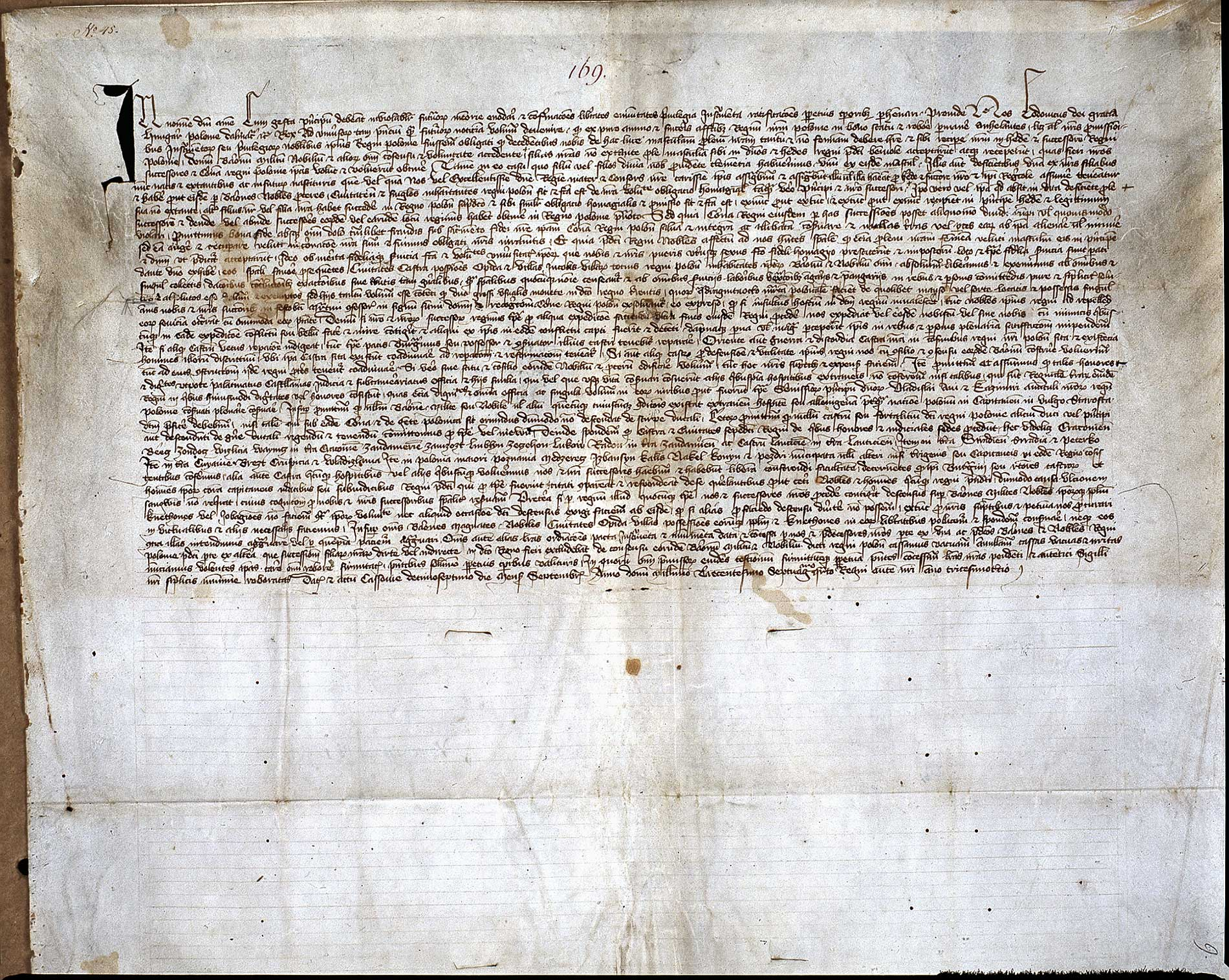
Кошицкий привилей, 1374 год

Привиле́й (от лат. privilegium — привилегия, особый закон; пол. przywilej) — законодательный акт в Королевстве Польском (с XII века) и Великом княжестве Литовском (с конца XIV века), представляющий собой жалованную грамоту, дававшуюся монархом отдельным лицам, сословиям, этно-конфессиональным группам или землям.
По содержанию привилеи делились на льготные, жалованные и охранные. В XIII веке издавались земские привилеи, распространявшиеся на всех дворян. С ростом городов давались привилеи отдельным городам на магдебургское право. В XIV—XV веках отдельные земские привилеи назывались уставами.
Также в Великом княжестве Литовском издавались отдельные областные привилеи.